# 双河镇 (巴西)
双河镇是巴西阿拉戈斯州的一个市镇。总面积140平方公里，总人口11607人，人口密度82.9人/平方公里。